# Sandro Mancori
Alessandro “Sandro” Mancori (* 7. November 1933 in Rom; † 15. Mai 2009 in Italien) war ein italienischer Kameramann.

## Leben und Wirken
Alessandro Mancori ist nach seiner Ausbildung zum Kameramann Mitte der 1950er Jahre seit 1957 als Kameraassistent nachzuweisen. Zu Beginn seiner Laufbahn Ende der 1950er, Anfang der 1960er Jahre war er vor allem an Historien-, Sandalen- und Peplum-Filmen beteiligt. Mitte der 1960er Jahre, gegen Ende seiner Assistenzzeit, wirkte er auch an zwei Kommissar X-Filmen mit. Mit der Geschichte aus dem antiken Rom, „Sieben gegen alle“, begann Mancori ab 1965 als Chefkameramann zu arbeiten.
Sandro Mancoris Name ist vor allem mit einer langen Reihe mehr oder weniger bekannter Italowestern verbunden, allen voran   Sabata mit Lee Van Cleef sowie den beiden Fortsetzungen Adios, Sabata (mit Yul Brynner) und Sabata kehrt zurück (erneut mit Van Cleef), aber auch der späte Django-Nachklapp Djangos Rückkehr mit Franco Nero. Mancori unternahm sporadisch auch Ausflüge in die Genres Abenteuer-, Mafia-, Kriegs-, Horror-, Erotik- und Science-Fiction-Film. 1991/92 war er als Kameramann der dritten Einheit auch an dem lange Zeit nicht fertiggestellten, international produzierten „Genghis Khan“-Film von Ken Annakin beteiligt. Dieser wurde 2010 als Genghis Khan: The Story of a Lifetime veröffentlicht. Mit 60 Jahren beendete Mancori seine Laufbahn hinter der Kamera.

## Filmografie
- 1965: Sieben gegen alle (Sette contro tutti)
- 1966: Mögen sie in Frieden ruh’n (Requiescant)
- 1967: Chamaco (Killer Kid)
- 1967: Andere beten – Django schießt (Se vuoi vivere… spara!)
- 1968: Liebe und Zorn
- 1968: Il pistolero segnato da Dio
- 1968: Tre croci per non morire
- 1968: Sartana – Bete um Deinen Tod (…Se incontri Sartana prega per la tua morte)
- 1969: Todeskommando Panthersprung (5 per l‘inferno)
- 1969: Die Leoparden kommen (Il dito nella piaga)
- 1969: Sabata (Ehi amico… c'è Sabata. Hai chiuso!)
- 1970: Das Gesetz des Schweigens (E venne il giorno dei limoni neri)
- 1970: Der Gefürchtete (Sartana nella valle degli avvoltoi)
- 1970: Adios, Sabata (Indio Black, sai che ti dico: Sei un gran figlio di…)
- 1971: Dracula im Schloß des Schreckens (Nella stretta morsa del ragno)
- 1971: Sabata kehrt zurück ( È tornato Sabata… hai chiuso un'altra volta!)
- 1972: Vier fröhliche Rabauken (Sotto a chi tocca!)
- 1973: Der Barmherzige mit den schnellen Fäusten (Sentivano uno strano, eccitante, pericoloso puzzo di dollari)
- 1973: Zwei Schlitzohren in der gelben Hölle (Questa volta ti faccio ricco!)
- 1975: Der Tomatenkrieg (Antonio e Placido - Attenti ragazzi… chi rompe paga)
- 1976: Der Colt Gottes (Diamante Lobo)
- 1977: Ich war ihm hörig (Disposta a tutto)
- 1977: Yeti – Der Schneemensch kommt (Yeti – Il gigante del 20° secolo)
- 1978: Rallye des Todes (6000 km di paura)
- 1978: Little Lips – Der zärtliche Tod (Piccole labbra)
- 1979: Eine Frau für die Nacht (Una donna di notte)
- 1979: Le mani di una donna sola
- 1981: Flucht von Galaxy III (Giochi erotici nella terza galassia)
- 1982: Sbirulino
- 1982: Fluch des verborgenen Schatzes (I cacciatori del cobra d'oro)
- 1983: She – Eine verrückte Reise in die Zukunft (She)
- 1983: Die Überlebenden der Totenstadt (I sopravvissuti della città morta)
- 1983: Im Wendekreis des Södners (Tornado)
- 1985: Fuga… die Schöne und der Gesetzlose (Fuga scabrosamente pericolosa)
- 1986: Kilimandscharo – Auf der Jagd nach dem verlorenen Schatz (Le miniere del Kilimangiaro)
- 1987: Djangos Rückkehr (Django 2: Il grande ritorno)
- 1987: Special Agent Hammer (Hammerhead)
- 1987: Ein Mann geht durch die Hölle (Striker)
- 1988: Gates of Hell (Le porte dell’inferno)
- 1988: Die Miami Cops (La vendetta)
- 1991: Madre padrona
- 1994: Gli extra…